# Салатавське наїбство
Салатавське наїбство — адміністративна одиниця Північно-Кавказького імамату, і пізніше Нагірного округу Російської імперії.

## Географія
З півдня від Гумбетівського союзу сільських громад відокремлювала природна гірська стіна Салатавського хребта. Західна межа з Ауховським наїбством проходила по річці Акташ її верхній частині де розташований Алмак, а східна — межувала з землями шамхала Тарковського, тут лінія кордону проходила правому березі річки Сулак і постійно змінювалася через покупки салатівцями земель у власників шамхальства.

## Історія

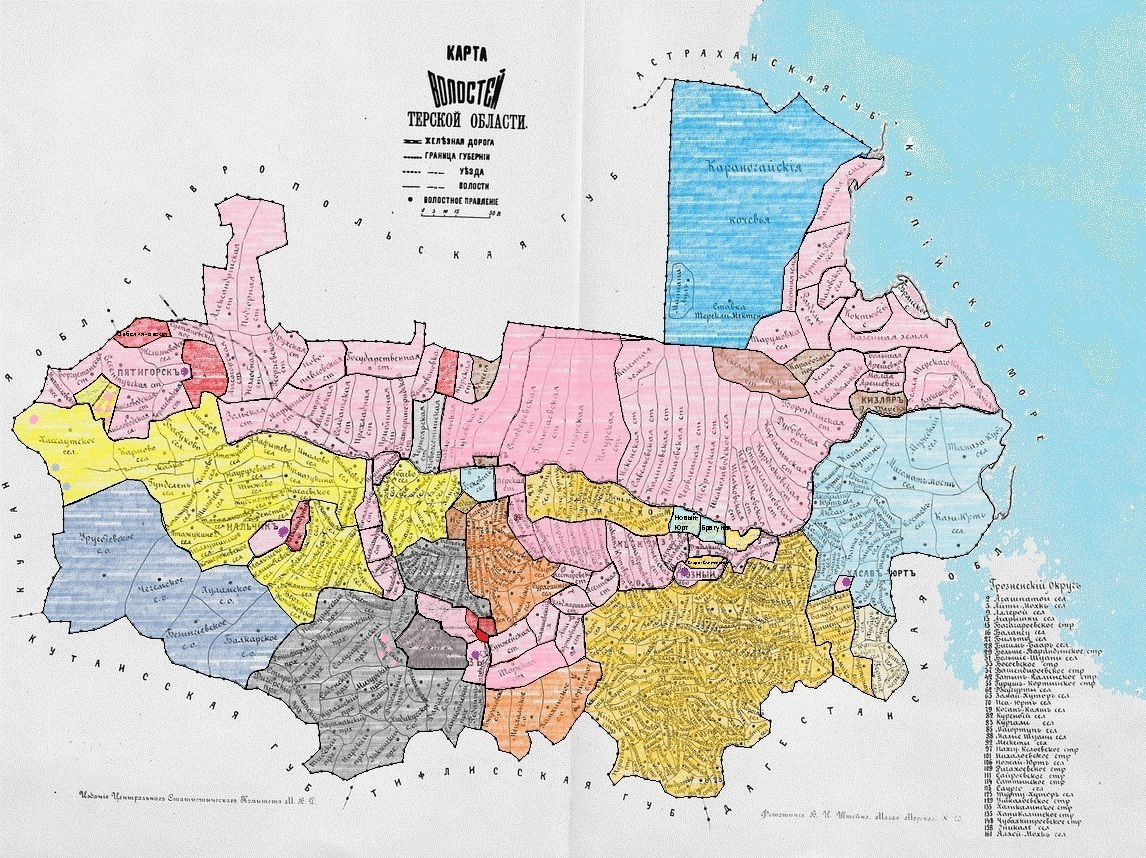
Карта етнічного складу населення Терської області за списками 1886

В 1857 імператором Олександром II було затверджено «Положення про Кавказьку армію», яке визначало управління підкореними гірськими народами. Відповідно до положення, Салатавське наїбство було включено до Нагорного округу і керувалося з Буртунаєвського укріплення. У 1869 р. Салатавське наїбство разом з Ауховським наїбством (всього 22 селища) було передано у відання Кумицького (з 1871 р. — Хасавюртовського) округу Терської області вже як 4-а ділянка (згодом 3-я). Місцем перебування пристава-начальника 4-ї Салатавської ділянки було селище Дилим.